# Mykoła Stepun
Mykoła Stepun (ukr. Микола Степун) – ukraiński polityk i działacz społeczny, poseł do austriackiej Rady Państwa, w latach 1918-1919 poseł do Ukraińskiej Rady Narodowej.